# Narkevytchi
Narkevytchi (ukrainien : Наркевичі, russe : Наркевичи) est une commune urbaine de l'oblast de Khmelnytskyï, en Ukraine. Elle compte 1 477 habitants en 2021.